# Nomada leucophthalma
Nomada leucophthalma là một loài Hymenoptera trong họ Apidae. Loài này được Kirby mô tả khoa học năm 1802.

## Hình ảnh

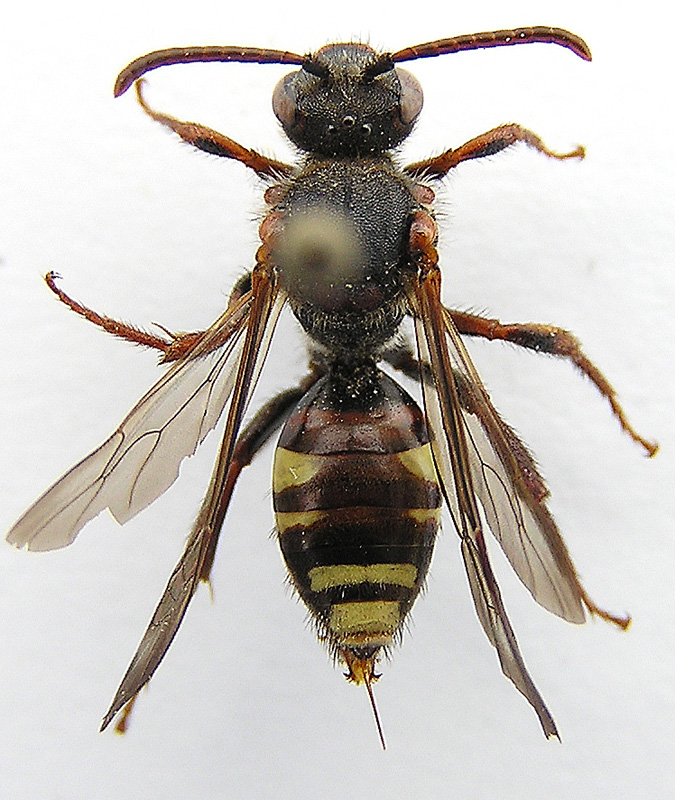
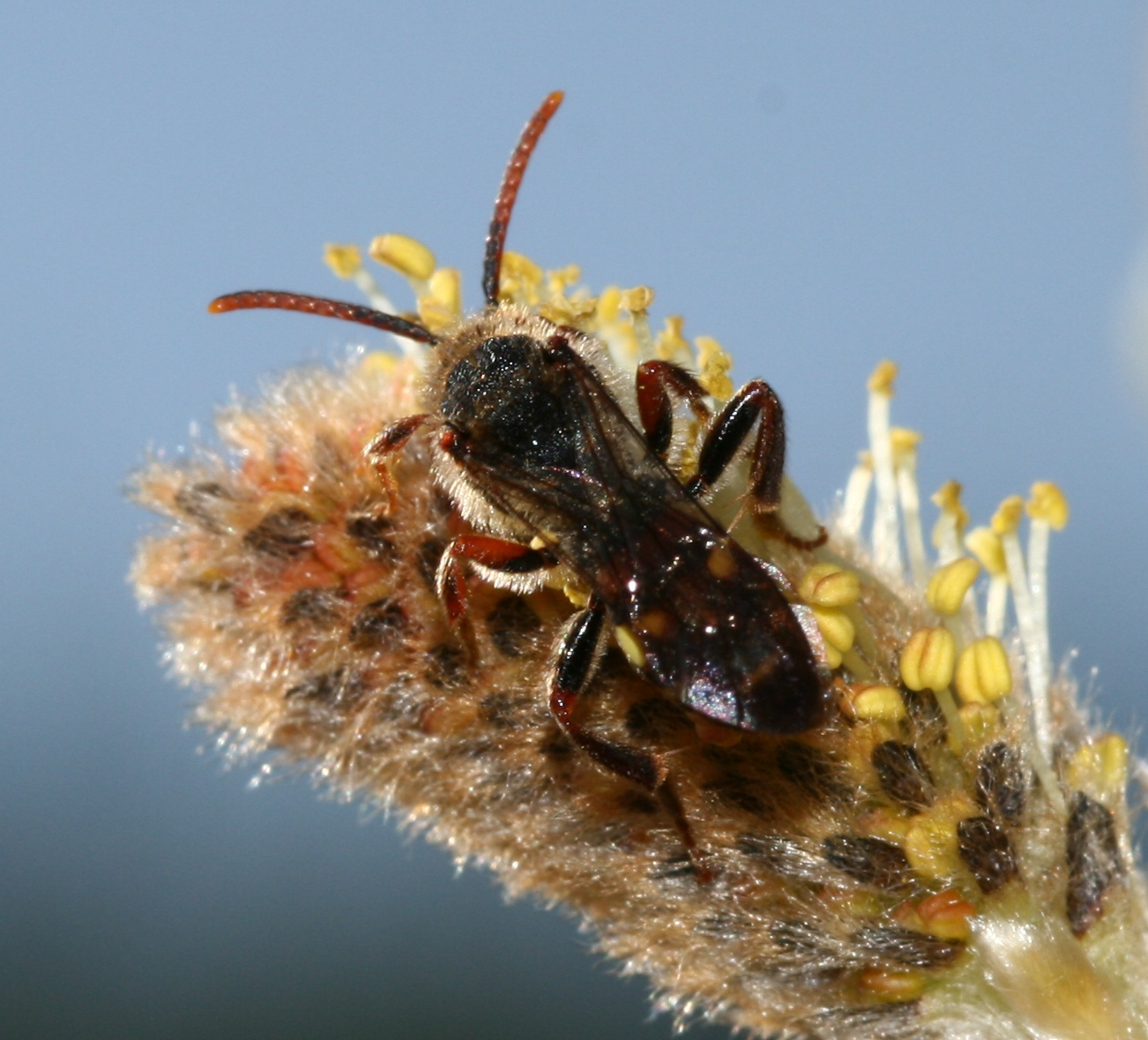